# Stenobothrus rubicundulus
Stenobothrus rubicundulus is een rechtvleugelig insect uit de familie veldsprinkhanen (Acrididae). De wetenschappelijke naam van deze soort is voor het eerst geldig gepubliceerd in 1967 door Kruseman & Jeekel.